# Huaceae
Famille
Classification APG III (2009)
La petite famille des Huacées regroupe des plantes dicotylédones ; elle comprend 3 espèces réparties en 2 genres.
Ce sont des arbustes ou des arbres à feuilles persistantes, à odeur d'ail, des régions tropicales d'Afrique.

## Étymologie
Le nom vient du genre type Hua nommé en hommage au botaniste français Henri Hua (1861–1919), conservateur de l'herbier du Muséum national d’Histoire naturelle de Paris, qui participa à de nombreuses expéditions botaniques en Afrique.

## Classification
La classification phylogénétique APG II (2003) n'a pas encore déterminé l'emplacement exact de cette famille, mais elle en situe la divergence au niveau des Eurosids I.
La classification phylogénétique APG III (2009) place cette famille dans l'ordre Oxalidales.

## Liste des genres
Selon Angiosperm Phylogeny Website (11 décembre 2016), NCBI (11 décembre 2016) et DELTA Angio (11 décembre 2016) :
- genre Afrostyrax
- genre Hua

## Liste des genres et espèces
Selon NCBI (11 décembre 2016) :
- genre Afrostyrax
  - Afrostyrax kamerunensis
  - Afrostyrax lepidophyllus
- genre Hua
  - Hua gabonii